# Ratswaage (Angermünde)

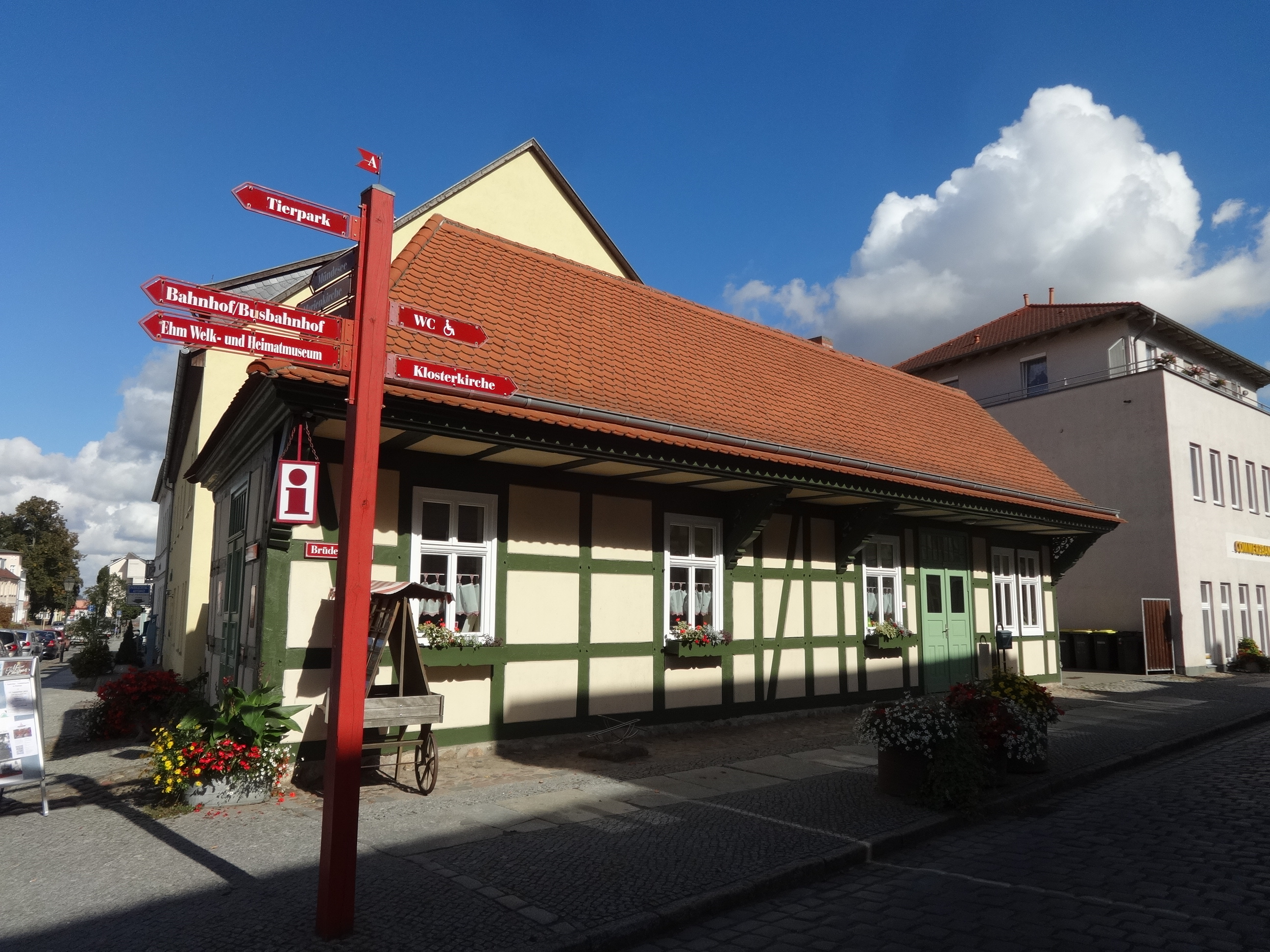
Ehemalige Ratswaage in Angermünde

Die Ratswaage ist ein denkmalgeschütztes Bauwerk in Angermünde, einer Stadt im Landkreis Uckermark im Land Brandenburg.

## Geschichte
Das Gebäude wurde 1752 errichtet, um die im Jahr 1714 in Brandenburg eingeführten Maße und Gewichte, wie beispielsweise die Elle, aufzubewahren. Sie waren zuvor im Rathaus der Stadt untergebracht. In der Mitte des Baus stand die namensgebende Ratswaage, mit der große Waren wie zum Beispiel Wollballen gewogen wurden. Nachdem 1827 die Stadtwache am Rathaus abgebrochen wurde, zog von 1860 bis zum Beginn des Ersten Weltkrieges die Hauptwache des 3. Bataillons des Infanterieregiments Nr. 64 in das Gebäude. Im Volksmund wird es daher seit dieser Zeit als Alte Wache bezeichnet. Nach einem Umbau zog die Freiwillige Feuerwehr Angermünde in das Bauwerk und nutzte es bis in das Jahr 1997. Zwei Jahre später begann die Stadt mit der Sanierung, die 2000 abgeschlossen wurde. Anschließend eröffnete sie darin ihre Tourismusinformation.

## Architektur und Meilenstein
Das eingeschossige Gebäude mit einem rechteckigen Grundriss wurde in Fachwerkbauweise errichtet. Das schlichte Satteldach ragt zur Brüderstraße hin auffällig weit über das Bauwerk hinaus.
Rechts vor dem Haupteingang befindet sich ein Meilenstein der oberfränkischen Stadt Seßlach. Der Stein ist ein Geschenk anlässlich des 10. Treffens des Vereins Gmünder in Europa, das vom 26. bis 28. Mai 2000 in Angermünde stattfand. Bei dem Treffen kamen rund 250 Gmünder aus Saargemünd, Gmünd (Niederösterreich) und anderen vergleichbaren Städten in die Uckermark.